# That Would Be Me
"That Would Be Me" es el segundo episodio de la serie de televisión estadounidense Andor, basada en Star Wars creada por George Lucas y serie precuela de Rogue One (2016). Fue escrito por Tony Gilroy y dirigido por Toby Haynes.
El episodio está protagonizado por Diego Luna como Cassian Andor, repitiendo su papel de la película derivada de Star Wars, Rogue One (2016). Haynes fue contratado en septiembre de 2020 después de un retraso en la producción debido a la pandemia de COVID-19, y Gilroy se unió a la serie como showrunner a principios de 2019, reemplazando a Stephen Schiff. Ambos son productores ejecutivos junto a Luna y Kathleen Kennedy.
"That Would Be Me" se estrenó en Disney+ el 21 de septiembre de 2022 junto con el primer y tercer episodio.

## Trama
Timm, que aún sospecha de la relación de Bix con Cassian, descubre una alerta de la Autoridad Pre-Mor informando sobre la búsqueda de un hombre de Kenari, sospechando que es Cassian. Cassian visita a su madre Maarva y B2EMO, quienes ya saben de la alerta y le exigen explicaciones. Luego se reúne con Bix, a quien le confiesa lo que pasó, pidiéndole cancelar la reunión con el comprador, pero Bix le dice que ya viene en camino.
Timm observa la conversación a lo lejos y decide comunicarse con Pre-Mor, informando de su identidad; en Morlana One reciben la información y Karn lo confirma teniendo como testigo a la mujer que hablo con Cassian, emitiendo una orden de arresto contra él. Karn se asocia con el sargento Linus Mosk, un oficial de Pre-Mor igualmente obediente, para arrestar a Cassian. A la mañana siguiente, Cassian se prepara para huir del planeta, haciendo gestiones para conseguir transporte y créditos; Karn y Mosk viajan a Ferrix para arrestarlo. Y mientras tanto, Luthen Rael, el comprador de Bix, viaja a Ferrix para obtener la Unidad Starpath. 
En un flashback, Kassa y sus compañeros de la tribu localizan e investigan el barco estrellado cerca de una enorme operación industrial abandonada de minería a cielo abierto. Cuando la líder del grupo es asesinada por un miembro de la tripulación del barco derribado, la tribu mata al atacante y abandona rápidamente el lugar del accidente. Kassa se queda atrás para explorar el barco.

## Producción

### Desarrollo
El CEO de Disney, Bob Iger, anunció en febrero de 2018 que había varias series de Star Wars en desarrollo, y en noviembre se reveló que una de ellas sería una precuela de la película Rogue One (2016). La serie fue descrita como un programa de suspenso de espías centrado en el personaje Cassian Andor, con Diego Luna retomando su papel de la película. Jared Bush desarrolló originalmente la serie, escribiendo un guion piloto y una biblia de la serie para el proyecto.  A fines de noviembre, Stephen Schiff se integró como showrunner y productor ejecutivo de la serie.  Tony Gilroy, quien fue acreditado como coguionista de Rogue One y supervisó extensas regrabaciones de la película,  se unió a la serie a principios de 2019 cuando discutió los primeros detalles de la historia con Luna.  La participación de Gilroy se reveló en octubre, cuando estaba listo para escribir el primer episodio, dirigir varios episodios y trabajar junto a Schiff;  Gilroy había reemplazado oficialmente a Schiff como showrunner en abril de 2020.  Para entonces, se habían llevado a cabo seis semanas de preproducción de la serie en el Reino Unido, pero esto se detuvo y la producción de la serie se retrasó debido a la pandemia de COVID-19.   La preproducción había comenzado nuevamente en septiembre antes del inicio planificado de la filmación el próximo mes. En ese momento, Gilroy, que reside en Nueva York, decidió no viajar al Reino Unido para la producción de la serie debido a la pandemia y, por lo tanto, no pudo dirigir el primer episodio de la serie. En cambio, se contrató a Toby Haynes, con sede en el Reino Unido, que ya estaba "alto en la lista" de posibles directores de la serie, para dirigir los primeros tres episodios. Gilroy seguiría siendo productor ejecutivo y showrunner.  En diciembre de 2020, se reveló que Luna sería productor ejecutivo de la serie. 
El segundo episodio, titulado "That Would Be Me", fue escrito por Tony Gilroy.

### Escritura
Los flashbacks en el episodio revelaron que el nombre de nacimiento de Andor es Kassa y una de las razones principales para incluir los flashbacks fue explicar el acento de Andor. El episodio mostró por primera vez la escala de tiempo ABY/DBY (antes o después de la Batalla de Yavin) en cualquier serie o película de Star Wars cuando presentó ABY 5 en la pantalla durante la escena de apertura. Anteriormente, solo los fanáticos usaban la escala para crear una línea de tiempo de los eventos de la franquicia, con un punto cero en la Batalla de Yavin en A New Hope con la destrucción de la primera Estrella de la Muerte. El episodio también estableció que el planeta Fest, que en diversos libros de arte conceptual lo posicionaban como el planeta natal de Cassian, era en realidad, una tapadera para esconder su real origen de Kenari.

### Casting
El episodio está protagonizado por Diego Luna como Cassian Andor,   Kyle Soller como Syril Karn, Adria Arjona como Bix Caleen, Joplin Sibtain como Brasso, James McArdle como Timm Karlo y Rupert Vansittart como Chief Hyne. 

### Rodaje
El rodaje comenzó en Londres, Inglaterra, a finales de noviembre de 2020, con la producción basada en Pinewood Studios. La serie fue filmada bajo el título provisional Pilgrim, y fue la primera serie de Star Wars de acción en vivo que no hizo uso de la tecnología de fondo digital StageCraft. Los lugares de rodaje incluyeron Black Park en Buckinghamshire, Inglaterra para las escenas retrospectivas, así como en Middle Peak Quarry en Derbyshire, Inglaterra.

### Música
Nicholas Britell compuso la partitura musical del episodio.  La banda sonora del episodio se lanzó en octubre de 2022 como parte del primer volumen de la serie. El volumen también constaba de las bandas sonoras de los episodios 3 y 4.

## Lanzamiento
"That Would Be Me" se estrenó en Disney+ el 21 de septiembre de 2022. Originalmente estaba programado para estrenarse el 31 de agosto En noviembre de 2022, Disney anunció que los primeros dos episodios se emitirían en ABC el 23 de noviembre, en FX el 24 de noviembre y en Freeform el 25 de noviembre, y estarían disponibles en Hulu del 23 de noviembre al 7 de diciembre. Un movimiento similar también se replicó en varios países de Europa, incluidos Portugal, España, Polonia y los Países Bajos, con los dos primeros episodios transmitidos por Fox, el 24 o 25 de noviembre, según el país. 

## Recepción

### Audiencia
Los primeros tres episodios se lanzaron al mismo tiempo y, según Nielsen Media Research, que mide la cantidad de minutos vistos por el público estadounidense en los televisores, Andor fue la sexta serie original más vista en los servicios de transmisión durante la semana del 19 al 25 de septiembre de 2022, con 624 millones de minutos vistos.

### Respuesta crítica
El sitio web del agregador de reseñas Rotten Tomatoes informa un índice de aprobación del 90% con una calificación promedio de 7.70/10, según 110 reseñas. El consenso crítico del sitio dice: "Esta entrega adolece de ser el capítulo medio de una de tres partes que debe verse al mismo tiempo para obtener algún beneficio, pero la escala galáctica de Andor y su aguda escritura brillan".